# Gordon Spur
Der Gordon Spur ist ein Gebirgskamm im westantarktischen Queen Elizabeth Land. In der Neptune Range der Pensacola Mountains erstreckt er sich von der Westflanke des Mount Coulter in den Schmidt Hills zum Foundation-Eisstrom.
Das UK Antarctic Place-Names Committee benannte ihn 2010. Namensgeber ist der britische Geomorphologe John Gordon, der sich von den 1970er bis zu den 2000er Jahren mit den subantarktischen Inseln befasst hatte.